# Home Movie
Home Movie (en español como «Película casera») es una película estadounidense de terror psicológico y metraje encontrado de 2008, siendo el debut como directorial del actor Christopher Denham.
La película recibió críticas favorables en el Fantasia Film Festival 2008 de Montreal. Luego de la proyección final, se hicieron ofertas para la película e IFC Entertainment adquirió los derechos en Estados Unidos para el Festival Direct en video bajo demanda de IFC y los derechos de DVD a nivel nacional. La película está protagonizada por Adrian Pasdar, Cady McClain, Amber Joy Williams y Austin Williams. La banda sonora fue compuesta por Ryan Shore.

## Sinopsis
Home Movie cuenta el descenso de la familia Poe a la locura a través de la compilación de secuencias de video caseras. En los remotos bosques del norte del estado de Nueva York, David (Adrian Pasdar) y Clare (Cady McClain) Poe intentan vivir una vida idílica. Sin embargo, algo anda mal con los gemelos de diez años, Jack (Austin Williams) y Emily (Amber Joy Williams). Los padres documentan en video su lucha por recuperar el control de sus hijos, cuyo comportamiento es cada vez más violento y sociópata sin razón aparente.

## Recepción
El Dr. Nathan de Quiet Earth comentó: «Esta película verdaderamente inquietante, escrita y dirigida por Christopher Denham, es hasta ahora el único estreno de TAD en el que he experimentado realmente esa profunda sensación visceral de temor y aprensión». El sitio web Dread Central reseñó: «Hay algo en los videos caseros que saca lo peor de las personas. No había pensado en eso durante años, pero después de ver la inquietante película de Christopher Denham, recordé mis propias incursiones en las videocámaras familiares [...] el guion está muy bien escrito, es más realista e inquietante que la otra película del género de metraje encontrado, El proyecto de la bruja de Blair. De hecho, Home Movie podría ser la más tensa, mejor interpretada, mejor escrita e inquietante de esta categoría». El agregador de reseñas Rotten Tomatoes no ofreció porcentaje crítico, pero la audiencia le proporcionó uno de 46%.

## Lanzamiento
Después de proyecciones en múltiples festivales, los derechos de distribución de DVD fueron adquiridos por IFC Films para Estados Unidos y Anchor Bay Entertainment para Canadá.